# Psalmopoeus ecclesiasticus
Psalmopoeus ecclesiasticus é uma espécie de aranha pertencente à família Theraphosidae (tarântulas).